# 和歌山県立串本古座高等学校
和歌山県立串本古座高等学校（わかやまけんりつ くしもとこざこうとうがっこう）は、和歌山県東牟婁郡串本町に所在する公立の高等学校。本州最南端に位置する高等学校である。

## 概要
2008年に和歌山県立串本高等学校と和歌山県立古座高等学校の統合により設置された。2019年3月まで旧校を和歌山県立串本古座高等学校の串本校舎・古座校舎としてそれぞれ使用したが、現在は串本校舎に統合されている。

普通科を設置している。ユネスコスクールとして認定されている。アメリカ合衆国のへメット高校、カナダのバニア高校と提携を結び、交流を実施している。
2022年1月12日、宇宙専門のコースを新設すると発表。県によると、公立高で宇宙専門コースを設ける試みは「全国で初めて」としている。2024年度の新設を目指している。

## 沿革
- 2008年4月 - 和歌山県立串本高等学校と和歌山県立古座高等学校の統合により開校。
統合前のそれぞれの学校ごとに分割して統合校の校舎を設置。
旧・串本高校は和歌山県立串本古座高等学校串本キャンパスへ
旧・古座高校は和歌山県立串本古座高等学校古座キャンパス[3]へ
統合前の学校は前年の2007年（平成19年）を最後に募集を停止。
- 2012年4月 - 国際教養科の生徒募集を停止。
- 2014年3月31日 - 国際教養科を廃止。
- 2017年4月 - 古座校舎の生徒募集を停止し、串本校舎に募集を集約[4][5]。普通科にグローカルコース（全国募集）、クリエイティブコース、アドバンストコースを設置[6]。
- 2019年3月 - 古座校舎の使用を終了[4]。